# Alchemilla pavlovii
Alchemilla pavlovii är en rosväxtart som beskrevs av Sergei Vasilievich Juzepczuk. Alchemilla pavlovii ingår i släktet daggkåpor, och familjen rosväxter. Inga underarter finns listade i Catalogue of Life.